# Ryszard Sobczak
Ryszard Sobczak (n. 2 noiembrie 1967, Zgorzelec, Voievodatul Silezia Inferioară, Polonia) este un scrimer polonez, medaliat olimpic. A participat la 3 ediții ale Jocurilor Olimpice (1992, 1996, 2000) în care a câștigat o medalie de argint.